# Abietinaria raritheca
Abietinaria raritheca is een hydroïdpoliep uit de familie Sertulariidae. De poliep komt uit het geslacht Abietinaria. Abietinaria raritheca werd in 1960 voor het eerst wetenschappelijk beschreven door Naumov. 